# (100686) 1997 YA3
(100686) 1997 YA3 es un asteroide perteneciente al cinturón de asteroides descubierto el 24 de diciembre de 1997 por Takao Kobayashi desde el Observatorio de Ōizumi, Ōizumi, Japón.

## Designación y nombre
Designado provisionalmente como 1997 YA3.

## Características orbitales
1997 YA3 está situado a una distancia media del Sol de 2,675 ua, pudiendo alejarse hasta 3,127 ua y acercarse hasta 2,223 ua. Su excentricidad es 0,168 y la inclinación orbital 12,63 grados. Emplea 1598,42 días en completar una órbita alrededor del Sol.

## Características físicas
La magnitud absoluta de 1997 YA3 es 15,7. 